# Песочня (приток Десны)
Песочня — небольшая река длиной 10,4 км, правый приток реки Десна. Протекает по Жуковскому району Брянской области.
Течёт с юга на север. Исток в 1 км к юго-востоку от деревни Песочни, устье в 200 м к северо-востоку от села Дятьковичи.
Сооружено множество искусственных прудов на реке и её притоках, крупнейший — в д. Песочня. Рыбопромысловый пруд площадью 3,0 га в д. Шамордине.
Населённые пункты, расположенные на реке (от истока к устью): д. Песочня, д. Шамордино, с. Токарёво, с. Дятьковичи.
В д. Песочне пересекается региональной трассой A141. В с. Дятьковичах имеется автомобильный мост.